# Піщаний провулок (Київ)
Піща́ний прову́лок — зниклий провулок, що існував у Радянському районі (нині — територія Шевченківського району) міста Києва, місцевість Шулявка. Пролягав від проспекту Берестейського (тоді — Брест-Литовське шосе) до вулиці Шолуденка.
Прилучалися Борщагівський провулок, вулиці Борщагівська та Світла.

## Історія
Провулок виник у 2-й половині XIX століття під такою ж назвою. Відходив від Брест-Литовського шосе приблизно на місці теперішнього будинку № 23 по проспекту Перемоги, закінчувався поблизу річки Либідь біля теперішнього стику вулиць Борщагівської та Шолуденка. Ліквідований разом із навколишньою малоповерховою забудовою та всією вуличною мережею Лівої Шулявки в 2-й половині 1960-х років (офіційно — 1971 року). Заключна частина поглинута Борщагівською вулицею.